# Stanislas Laugier
Pour les articles homonymes, voir Laugier.
Stanislas Laugier, né le 28 janvier 1799 à Paris où il est mort le 15 février 1872, est un chirurgien français.

## Biographie
Destiné, selon la tradition familiale, à la carrière scientifique par son père, le chimiste André Laugier, le jeune Laugier, cousin et filleul de Fourcroy, parent d’Arago, voulait entrer à l’École polytechnique, et paraissait assuré d’y réussir, lorsqu’une maladie survenue au moment même des examens vint déjouer ses projets. Détourné de la voie qu’il avait voulu parcourir, il s’adonna alors avec ardeur aux études médicales.
Ayant rencontré Dupuytren, au cours de son internat, au moment de choisir sa spécialité, il fut séduit par le prestige de ce maitre qu’il suivit pendant quatre années, et s’orienta vers la chirurgie. Sa carrière désormais définitivement fixée, il se distingua par des travaux consciencieux, des concours estimables et par ses qualités solides.
Ayant remporté la médaille d’or des internes en 1825, il fut agrégé à la Faculté de médecine en 1830, puis nommé chirurgien du bureau central, l’année suivante. En 1836, il tenta pour la première fois le concours ouvert pour remplacer Dupuytren. Après avoir échoué de nouveau, en 1841 et 1842, il fut élu, en 1844, membre de l’Académie de Médecine de Paris, dont il devait bientôt devenir président. En 1848, ayant posé sa candidature à la place laissée vacante par Auguste Bérard, il remporta le concours et devint titulaire de la chaire de clinique chirurgicale externe, où il devait donner carrière à ses dispositions naturelles marquées par une prédilection marquée pour les sujets inexplorés. Répugnant aux travaux de compilation, il préférait étudier la nature prise sur le fait en livrant à une étude approfondie de chaque fait nouveau qui se présentait à lui. Il voulait être un fondateur de la science et non son historien.
Admis à l’Académie des sciences, le 17 février 1868, pour y occuper la place d’Alfred Velpeau, il fut appelé à remplacer, en 1854, Philibert Joseph Roux à sa mort, occupant pendant dix-huit ans le poste qu’avait occupé son maitre Dupuytren à l’Hôtel-Dieu, sans néanmoins chercher, comme ce dernier, à briller. Poursuivant sa tâche paisiblement et sans bruit, il donnait à ceux qui l’entouraient de sages conseils et de bons exemples, mais sans chercher à attirer ou à convaincre quiconque : sa physionomie douce, bienveillante, spirituelle, mais un peu apathique, l’air d’indifférence et d’ennui avec lequel il exposait ses idées, sa diction correcte, facile, mais monotone, tout cela éloignait la foule. Porté par ses gouts vers les recherches spéculatives plutôt que vers la pratique militante, aimant mieux travailler en silence que de briller en public, il avait horreur de la lutte, des conflits, des émotions de la tribune, et cette timidité native, qu’il n’a jamais cherché à vaincre, l’a condamné à une sorte de stérilité et, renfermé dans son isolement scientifique, il a laissé le silence se faire autour de lui.
Les circonstances l’avaient cependant placé dans les conditions les plus favorables pour mettre en relief les qualités réelles d’opérateur et de clinicien de Laugier, qui a formé de bons élèves, il n’a pas eu d’influence marquée sur la chirurgie de son temps. Aimant les recherches patientes, il s’est surtout occupé des faits de détail. Son procédé pour la pupille artificielle, son traitement pour la fistule lacrymale, pour le symblépharon, sa méthode de succion pour la cataracte, son traitement de l’ostéite et des fongosités synoviales par la saignée locale des os, donnent la mesure de son esprit enclin à ne considérer que le petit côté des choses. En physiologie pathologique, il a le premier signalé l’écoulement séreux se produisant par l’oreille à la suite de certaines fractures du crâne, phénomène qu’il a mal interprété, mais qu’il a eu le premier la pensée de réunir par la suture les plaies des gros cordons nerveux, et de remettre en honneur la suture des os après la résection dans les fractures non consolidées, méthode alors oubliée depuis Flaubert et qui fut depuis réintroduite dans la pratique.
Quelques jours avant sa mort, il avait imaginé et mis à exécution, dans un cas d’anus contre mature, un procédé d’anastomose intestinale qui n’a malheureusement pas réussi. Prudent et sobre d’opérations, quoique doué d’une habileté manuelle qu’il a conservée jusqu’à la fin de sa longue carrière, il était conservateur en chirurgie.
Pendant le siège de Paris de 1870-1871, il voulut, déjà souffrant, reprendre la direction de son service d’hôpital. Ayant renoncé à ses vacances pour demeurer dans la capitale menacée par les événements, son âge et sa santé, la présence de son fils dans les ambulances, qui s’étaient déjà portées sur les points envahis du territoire, lui conseillaient de ne pas s’exposer aux rigueurs de l’investissement, mais il voulut en courir les risques et remplir son devoir : « Je mourrai sur la brèche », disait-il souvent aux siens. Il tint sa promesse, faisant, à peine quelques semaines avant sa mort, dans sa dernière visite d’hôpital, une grande opération.
Écrivain correct et didactique, il a rédigé presque seul le Bulletin chirurgical pendant les deux années de son existence, et fourni de nombreux articles au Dictionnaire en trente volumes et au Nouveau Dictionnaire de médecine et de chirurgie pratiques : ses quatre thèses de concours, la traduction, avec Gustave-Antoine Richelot, du Traité pratique des maladies des yeux, de William Mackenzie, et l’Éloge de Jean-Louis Petit, complètent ses publications.
Il était le frère de l’astronome Paul Laugier. Il est inhumé au cimetière du Père-Lachaise.

## Terminologie médicale
- Hernie de Laugier : hernie crurale caractérisée par la sortie de l'intestin à travers le ligament de Gimbernat.
- Signe de Laugier : horizontalisation de la ligne bi-styloïdienne par ascension de la styloïde radiale.

## Publications
- William Mackenzie (trad. Gustave-Antoine Richelot), Traité pratique des maladies des yeux, Paris, Dusillon, 1844, xl-734, 22 cm (OCLC 489664951, lire en ligne).
- Des cals difformes et des opérations qu’ils réclament, Paris, Cousin, 1841, 98 p. (OCLC 14839658, lire en ligne)2 éditions.
- Des varices, de leur traitement, Paris, Guiraudet, 1842, 109 p., 1 vol. in-8° (OCLC 494405826).
- Des lésions traumatiques de la moelle épinière, Paris, 1848 (OCLC 467466528).

## Sources
- Domenico Gabrielli, Dictionnaire historique du cimetière du Père-Lachaise XVIIIe et XIXe siècles, Paris, éd. de l’Amateur, 2002, 334 p. (ISBN 978-2-85917-346-3, OCLC 49647223, BNF 38808177).
- Histoire de la chirurgie française au XIXe siècle : étude historique et critique aur les progrès faits en chirurgie, Paris, Ballière, 1875, 896 p. (lire en ligne), p. 282-7.
- La Lancette française : gazette des hôpitaux civils et militaires, Paris, A. Pougin, 1872 (lire en ligne), p. 181-2.
- L’Union médicale : journal des intérêts scientifiques et pratiques, t. 13e, Paris, O. Doin, 1872 (lire en ligne).